# Yang Xiu
 (avril 2008).
Si vous disposez d'ouvrages ou d'articles de référence ou si vous connaissez des sites web de qualité traitant du thème abordé ici, merci de compléter l'article en donnant les références utiles à sa vérifiabilité et en les liant à la section « Notes et références ».
Yang Xiu (175 av. J.-C. — août 219 av. J.-C.) était le fils du très estimé officier de la dynastie Han Yang Biao, et le neveu du puissant seigneur de guerre Yuan Shao. Yang Xiu a servi en tant que premier secrétaire aux armées de Cao Cao. Cao Cao l'a fait exécuter en 219 pour avoir oublié de signaler une retraite.